# 자살비행
자살비행 또는 조종사자살은 조종사가 비행기를 끌고 자살하는 것이다. 경비행기 조종사가 자기 소유의 비행기를 끌고 홀로 조용히 바다나 숲에 떨어져 자살하는 경우를 제외하면 다른 수많은 사람의 인명과 재산을 파괴하는 반인륜적 범죄행위다.
자살비행의 원인으로는 조종사가 테러리즘이나 극단주의 성향에 빠진 경우, 조종사가 우울증등 정신병을 앓는 경우등이 있다.

## 자살비행의 예방
여객기의 조종실에는 반드시 2인 이상이 있도록 하는 법 만들어서 자살비행을 예방하고있다. 기장이나 부기장이 볼일이 있어서 조종실 밖으로 나가는 경우 반드시 승무원이 조종실을 지키도록 하는 것이다.

## 자살비행 사건 목록
- 말레이시아 항공 370편
- 저먼윙스 9525편 추락 사고
- 실크항공 185편 추락사고
- 이집트 항공 990편

## 같이 보기
- 자살살인
- 하이재킹

1. ↑  방구석 조종사. “저먼윙스9525편 자살비행”. 2022년 2월 14일에 확인함.